# 古石篤子
古石 篤子（こいし あつこ）は、日本の言語学者。慶應義塾大学名誉教授。元日本フランス語教育学会会長。

## 人物・経歴
1972年国際基督教大学教養学部人文科学科卒業。1980年パリ第3大学大学院修士課程修了。1983年東京大学大学院人文科学研究科仏語仏文専門課程修士課程修了。1986年同博士課程単位取得退学、流通経済大学経済学部専任講師。1987年パリ第8大学大学院博士課程修了、言語学博士。
流通経済大学経済学部助教授を経て、1991年慶應義塾大学総合政策学部助教授。1999年慶應義塾大学SFC研究所副所長。2002年慶應義塾大学総合政策学部教授。2012年日本フランス語教育学会会長。2014年定年退職、慶應義塾大学名誉教授。専門はフランス語学、言語学、フランス語教授法。

## 著作
- 『フランス語をつかって…』（田島宏と共著）朝日出版社 1991年
- 『NHK新フランス語入門』日本放送出版協会 1997年
- 『金色の眼の猫』駿河台出版社 1999年

### 編著
- 『言語教育における多様性について : 初等・中等教育における政策と実践 1』慶應義塾大学大学院政策・メディア研究科 2008年
- 『言語教育における多様性について : 初等・中等教育における政策と実践 2』慶應義塾大学大学院政策・メディア研究科 2008年
- 『「ことばの教育の、あした」を考える : 多言語活動のすすめ』慶應義塾大学湘南藤沢学会 2014年
- 『外国語教育は英語だけでいいのか : グローバル社会は多言語だ！』（森住衛, 杉谷眞佐子, 長谷川由起子と共編著）くろしお出版 2016年
- 『フランス語でシャンソンを : さくらんぼの実る頃・枯葉』（渡邊みきと共編著）白水社 2021年

### 編集
- 『ろう児への言語教育のあり方を求めて』（佐々木倫子と共編）慶應義塾大学湘南藤沢学会 2004年
- 『外国語教育のリ・デザイン : 慶應SFCの現場から』（平高史也, 山本純一と共編）慶應義塾大学出版会 2005年
- 『混乱・模索するろう教育の現場 : 教育政策・言語政策のはざまで』（佐々木倫子と共編）慶應義塾大学湘南藤沢学会 2008年

### 翻訳
- 『『第二の性』序論 : 試訳』藤沢：湘南藤沢学会 1995年

### 監修
- 『ハルミブック指導書 手話版,日本語版』バイリンガル・バイカルチュラルろう教育センター 2009年
- 『ドイツにおける移民政策「統合コース」の検証 : フランス・オランダの例との比較を交えて』慶應義塾大学湘南藤沢学会 2014年